# Atomisme

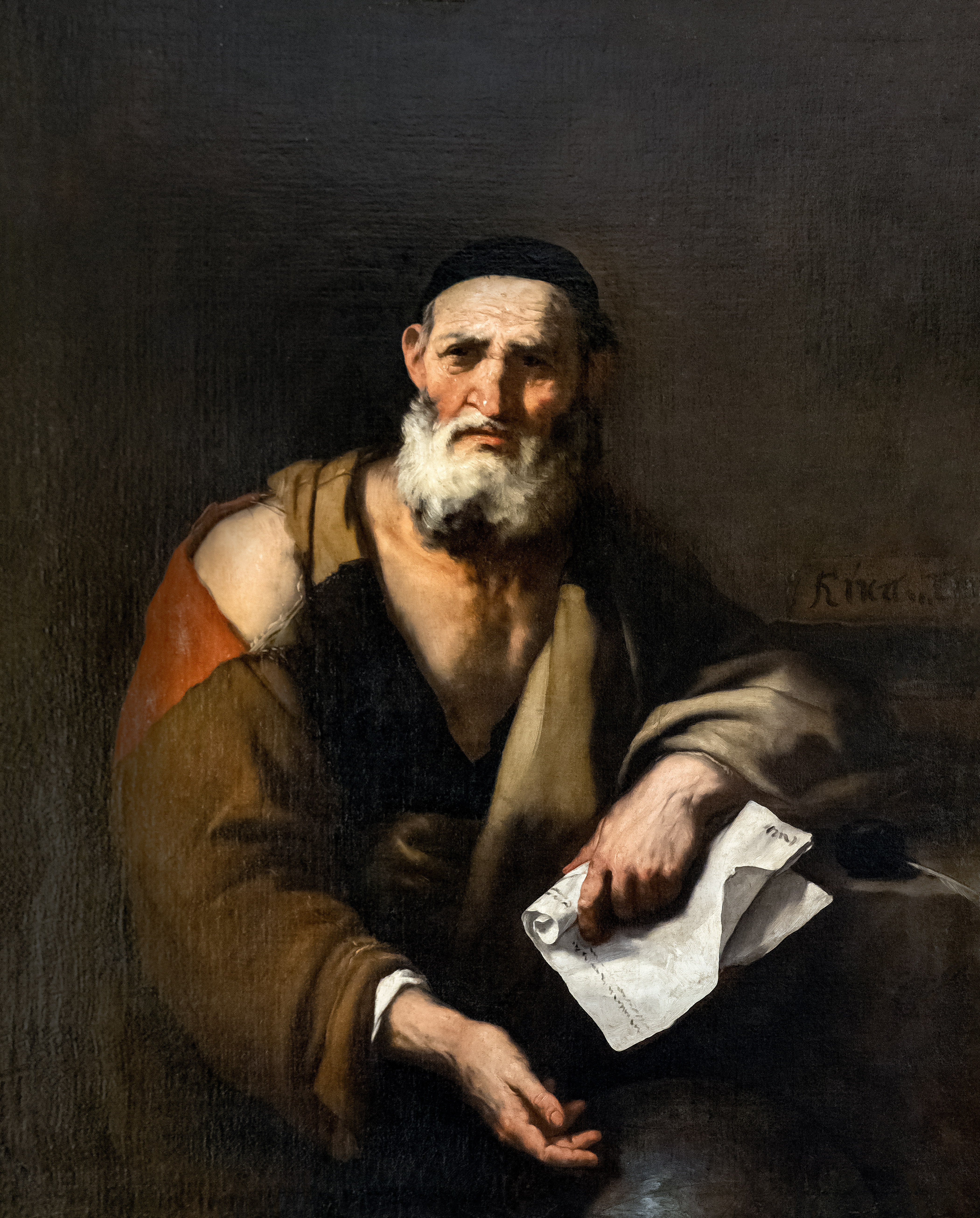
Retrat idealitzat de Leucip, la figura més antiga el compromís de la qual amb l'atomisme està ben documentat i se li sol acreditar l'invent de l'atomisme.

L'atomisme és un sistema filosòfic que considera que la natura està constituïda per combinacions de petites partícules indivisibles denominades àtoms (en grec significa que no es pot dividir). Va sorgir a Grècia durant el segle v aC.
Les referències al concepte d'atomisme i els seus àtoms van aparèixer tant a les tradicions filosòfiques a l'antiga Grècia com a l'Índia. Leucip és la figura més antiga el compromís de la qual amb l'atomisme està ben documentat i se li sol acreditar l'invent de l'atomisme. Ell i altres atomistes grecs antics van teoritzar que la natura consta de dos principis fonamentals: àtom i buit. Els cúmuls de diferents formes, disposicions i posicions donen lloc a les diverses substàncies macroscòpiques del món.
L'àtom és definit com l'element més petit, alhora extens i indivisible, del qual estan fetes totes les coses. Segons l'atomisme mecanicista de Leucip i Demòcrit (segles V i IV aC), els àtoms són unes partícules materials indestructibles, desproveïdes de qualitats, que no es distingeixen entre si més que per la forma i dimensió, i que per les seves diverses combinacions en el buit constituïxen els diferents cossos. La concepció de la natura és absolutament materialista, i explica tots els fenòmens naturals en termes de nombre, forma i grandària dels àtoms. Fins i tot, redueix les propietats sensorials de les coses a les diferències quantitatives dels àtoms. Aquest moviment filosòfic tindrà continuïtat amb la filosofia d'Epicur i Lucreci.
Els budistes indis, com ara Dharmakirti (fl. c. o VII) i d'altres, van desenvolupar teories distintives de l'atomisme, per exemple, que implicaven àtoms (kalapas) momentanis (instantàniament) que entren i surten de l'existència.
A l'edat mitjana es va desenvolupar aquesta teoria, on les qualitats emergien de combinacions d'àtoms i es podien percebre mitjançant la meditació i una preparació especial de la ment, atès que formaven part del cosmos amb el qual els humans estaven units amb la seva ànima. Els filòsofs islàmics van heretar parcialment l'atomisme indi.
Les partícules de matèria química per a les quals els químics i altres filòsofs naturals de principis del segle XIX van trobar proves experimentals es pensava que eren indivisibles i, per tant, John Dalton els va donar el nom "àtom", utilitzat durant molt de temps per la filosofia atomista. Encara que la connexió amb l'atomisme històric és en el millor dels casos tènue, les partícules elementals s'han convertit en un anàleg modern dels àtoms filosòfics.
L'atomisme modern és la base de la ciència química i física contemporànies. Estudia les propietats de la matèria, que són objectives i experimentables i es poden deduir del moviment dels àtoms en determinades condicions. Descartes va ser un dels principals defensors d'aquesta teoria, que feia extensible a un mecanicisme general del món físic. La teoria atòmica del segle XIX estudia les propietats dels àtoms amb les noves eines científiques.

## El reduccionisme
L'atomisme filosòfic és un argument reductor, proposant no només que tot està compost d'àtoms i buit, sinó que res del que componen no existeix realment: les úniques coses que realment existeixen són els àtoms que reboten els uns als altres de manera mecànica en un buit d'altra manera. Un defensor d'aquesta teoria va ser el filòsof grec Demòcrit.
| «           | Per convenció dolç és dolç, per convenció amarg és amarg, per convenció calent és calent, per convenció fred és fred, per convenció color és color. Però en realitat hi ha àtoms i el buit. | » |
| — Demòcrit, | |   |

L'atomisme contrasta amb una teoria de la substància en què un continu de material primer roman qualitativament invariant sota la divisió (per exemple, la proporció dels quatre elements clàssics seria la mateixa en qualsevol porció d'un material homogeni).

## Antiguitat

### Atomisme grec

###### Demòcrit

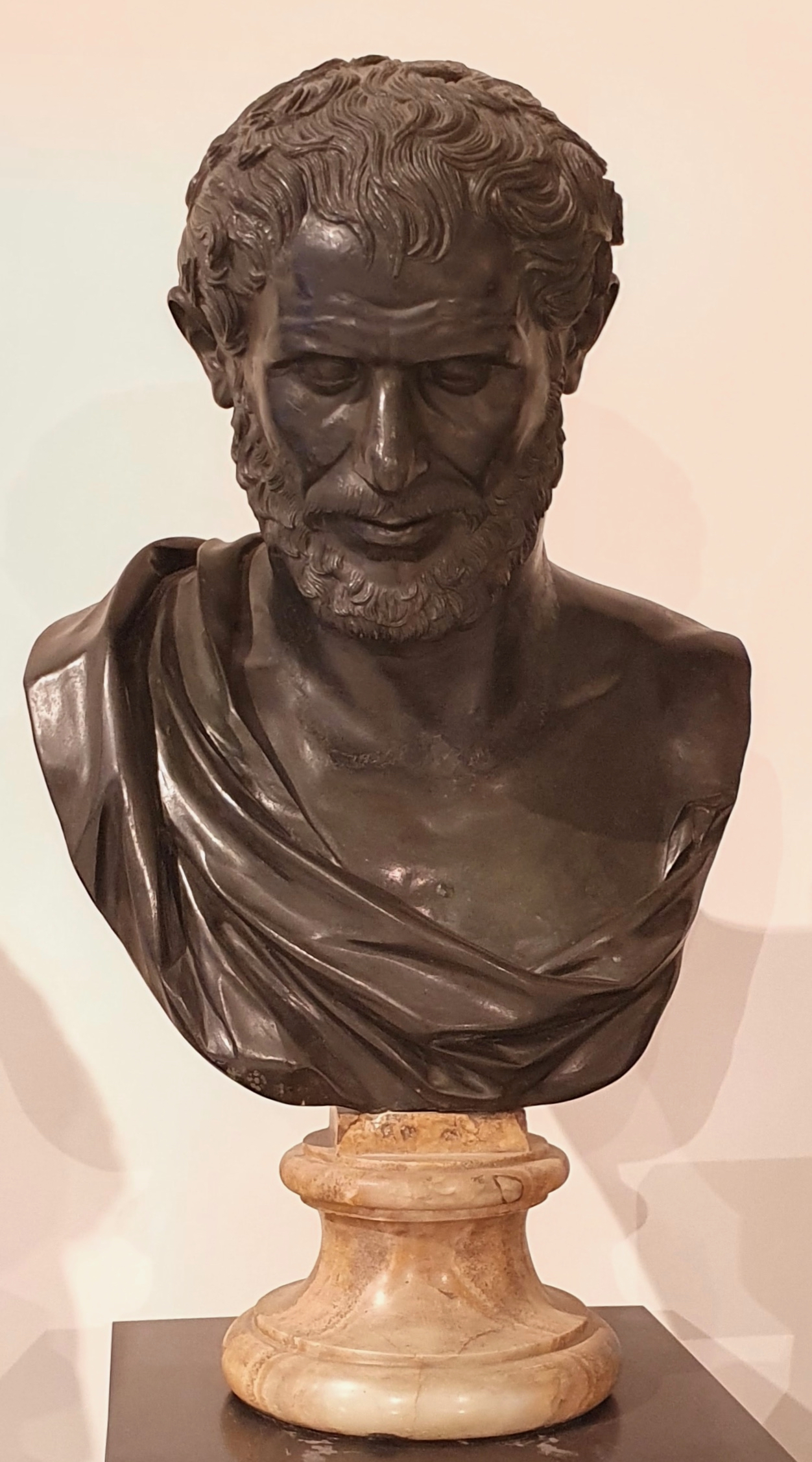
Demòcrit

Al segle v aC, Leucip i el seu deixeble Demòcrit van proposar que tota la matèria estava formada per petites partícules indivisibles que van anomenar "àtoms". No se sap res de Leucip excepte que va ser el mestre de Demòcrit. Demòcrit, en canvi, va escriure prolíficament, produint més de vuitanta tractats coneguts, cap dels quals ha arribat fins als nostres dies complet. No obstant això, ha sobreviscut un gran nombre de fragments i cites dels seus escrits. Aquestes són la principal font d'informació sobre els seus ensenyaments sobre els àtoms. L'argument de Demòcrit a favor de l'existència dels àtoms es basava en la idea que és impossible seguir dividint la matèria infinitament, i que, per tant, la matèria ha d'estar formada per partícules extremadament diminutes. La teoria atomista pretenia eliminar la "distinció que l'escola eleàtica va establir entre l'Absolut, o l'única existència real, i el món del canvi que ens envolta".
Demòcrit creia que els àtoms són massa petits perquè els sentits humans els detectin, que són infinitament molts, que n'hi ha d'una infinitat de varietats i que sempre han existit. Floten en el buit, cosa que Demòcrit va anomenar "buit" i varien en forma, ordre i postura. Alguns àtoms, va sostenir, són convexos, altres còncaus, alguns amb forma de ganxos i altres com ulls. Es mouen constantment i xoquen entre si. Demòcrit va escriure que els àtoms i el buit són les úniques coses que existeixen i que totes les altres coses només es diu que existeixen per convenció social. Els objectes que els humans veuen a la vida quotidiana estan formats per molts àtoms units per col·lisions aleatòries i les seves formes i materials estan determinats pel tipus d'àtoms que els componen. De la mateixa manera, les percepcions humanes també són causades pels àtoms. L'amargor és causada pels àtoms petits, angulars i irregulars que passen per la llengua; mentre que la dolçor és causada pels àtoms més grans, més suaus i més arrodonits que passen per la llengua.
Anteriorment, Parmènides havia negat l'existència del moviment, el canvi i el buit. Creia que tota l'existència era una massa única, que ho englobava tot i que no canviava (un concepte conegut com a monisme), i que el canvi i el moviment eren meres il·lusions. Va rebutjar explícitament l'experiència sensorial com el camí cap a la comprensió de l'univers i, en canvi, va utilitzar un raonament purament abstracte. Creia que el buit no existeix, equiparant-lo amb el no-ésser. Això al seu torn significava que el moviment és impossible, perquè no hi ha buit on moure's. Parmènides no esmenta ni nega explícitament l'existència del buit, afirmant en canvi que allò que no és no existeix. També va escriure tot el is ha de ser una unitat indivisible, perquè si fos múltiple, llavors hauria d'haver un buit que la pogués dividir. Finalment, va afirmar que la Unitat que engloba tot és immutable, perquè la Unitat ja engloba tot el que és i pot ser.
Demòcrit va rebutjar la creença de Parmènides que el canvi és una il·lusió. Creia que el canvi era real, i si no ho era, almenys s'havia d'explicar la il·lusió. Així doncs, va donar suport al concepte de buit i va afirmar que l'univers està format per moltes entitats parmènides que es mouen al buit. El buit és infinit i proporciona l'espai on els àtoms es poden empaquetar o dispersar de manera diferent. Els diferents empaquetaments i dispersió possibles dins del buit conformen els contorns canviants i la major part dels objectes que els organismes senten, veuen, mengen, escolten, oloren i tasten. Tot i que els organismes poden sentir calor o fred, el calent i el fred en realitat no tenen existència real. Simplement són sensacions produïdes en els organismes pels diferents empaquetaments i dispersió dels àtoms en el buit que componen l'objecte que els organismes senten com a "calent" o "fred".
El treball de Demòcrit només sobreviu en informes de segona mà, alguns dels quals són poc fiables o conflictius. Bona part de la millor evidència de la teoria de l'atomisme de Demòcrit la informa Aristòtil (384–322 aC) en les seves discussions sobre les opinions contrastades de Demòcrit i Plató sobre els tipus d'indivisibles que componen el món natural.

###### Atomisme punt-unitat
Segons alguns filòsofs del segle XX, l'atomisme de punts unitaris era la filosofia dels pitagòrics, un repudi conscient de Parmènides i els eleàtics . Va afirmar que els àtoms eren infinitesimalment petits ("punt") però posseïen corporalitat. Va ser un predecessor de l'atomisme demòcrit. Estudiants més recents de filosofia presocràtica, com Kurt von Fritz, Walter Burkert, Gregory Vlastos, Jonathan Barnes i Daniel W. Graham, han rebutjat que qualsevol forma d'atomisme es pugui aplicar als primers pitagòrics (abans d'Ecphantus de Siracusa).
Es va invocar l'atomisme de punt d'unitat per tal de donar sentit a una afirmació atribuïda a Zenó d'Elea a Parmènides de Plató : "aquests escrits meus estaven destinats a protegir els arguments de Parmènides contra els que es burlen d'ell... La meva resposta s'adreça. als partidaris de molts".

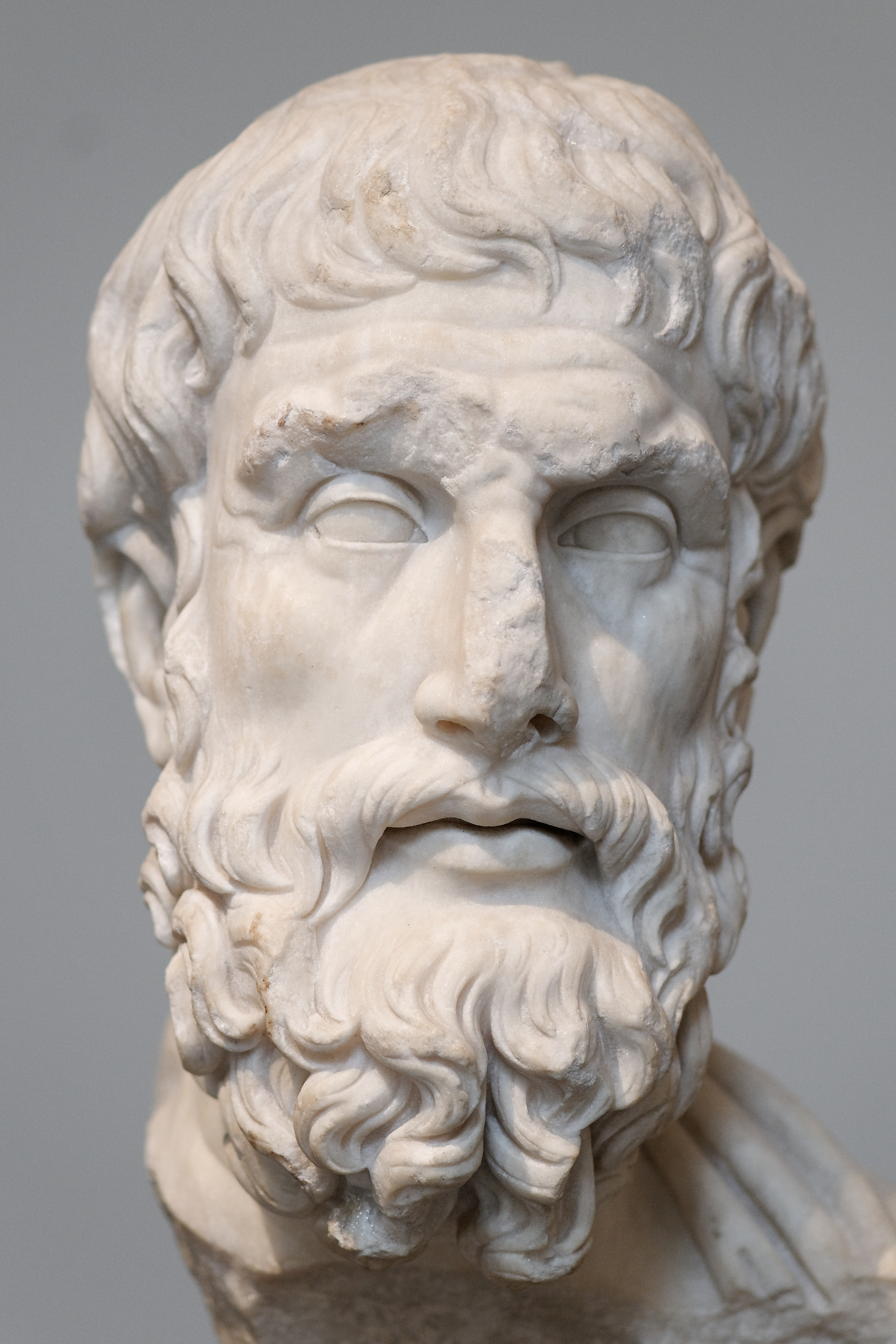
Epicur

###### Geometria i àtoms
Plató ( c. 427 – c. 347 aC) va argumentar que els àtoms simplement xocant contra altres àtoms mai podrien produir la bellesa i la forma del món. Al Timeu de Plató (28b–29a) el personatge de Timeau insistia que el cosmos no era etern sinó que va ser creat, tot i que el seu creador el va emmarcar segons un model etern i immutable.
Una part d'aquesta creació eren els quatre cossos simples de foc, aire, aigua i terra . Però Plató no considerava aquests corpuscles com el nivell més bàsic de la realitat, ja que, segons la seva opinió, estaven formats per un nivell de realitat immutable, que era matemàtic. Aquests cossos simples eren sòlids geomètrics, les cares dels quals estaven, al seu torn, formades per triangles. Les cares quadrades del cub estaven formades cadascuna per quatre triangles rectangles isòsceles i les cares triangulars del tetraedre, octaedre i icosaedre estaven formades cadascuna per sis triangles rectangles.
Plató va postular l'estructura geomètrica dels cossos simples dels quatre elements tal com es resumeix a la taula adjacent. El cub, amb la seva base plana i estabilitat, estava assignat a terra; el tetraedre va ser assignat al foc perquè els seus punts penetrants i vores afilades el feien mòbil. Els punts i les vores de l'octaedre i l'icosaedre eren més contundents i, per tant, aquests cossos menys mòbils es van assignar a l'aire i l'aigua. Atès que els cossos simples es podien descompondre en triangles i els triangles reagrupats en àtoms d'elements diferents, el model de Plató oferia un relat plausible dels canvis entre les substàncies primàries.

###### Epicur
Epicur (341 – 270 aC) va estudiar l'atomisme amb Nausifanes, que havia estat estudiant de Demòcrit. Encara que Epicur estava segur de l'existència dels àtoms i del buit, estava menys segur que podríem explicar adequadament fenòmens naturals específics com els terratrèmols, els llamps, els cometes o les fases de la Lluna. Pocs dels escrits d'Epicur sobreviuen, i els que sí reflecteixen el seu interès a aplicar les teories de Demòcrit per ajudar les persones a assumir la responsabilitat de si mateixos i de la seva pròpia felicitat, ja que va sostenir que no hi ha déus al voltant que els pugui ajudar. (Epicur considerava que el paper dels déus exemplificava els ideals morals.)

###### Antic atomisme indi
En la filosofia índia antiga, es troben exemples preliminars d'atomisme a les obres del savi vèdic Aruni, que va viure al segle VIII aC,  especialment la seva proposició que "les partícules massa petites per ser vistes s'agrupen en substàncies i objectes de l'experiència" coneguda com a kaṇa. Encara que kana es refereix a "partícules" no àtoms ( paramanu ). Alguns estudiosos com Hermann Jacobi i Randall Collins han comparat Aruni amb Tales de Milet en la seva metodologia científica, anomenant-los tots dos com a "físics primitius" o "pensadors protomaterialistes". Més tard, les escoles d'atomisme Charvaka, i Ajivika es van originar ja al segle VII aC. Bhattacharya planteja que Charvaka podria haver estat una de les diverses escoles atees i materialistes que existien a l'antiga Índia. Kanada va fundar l'escola Vaisheshika de filosofia índia que també representa la filosofia natural índia més antiga. Les escoles Nyaya i Vaisheshika van desenvolupar teories sobre com es combinaven els kaṇa en objectes més complexos. L'escola Nyaya – Vaisesika va desenvolupar una de les primeres formes d'atomisme; erudits  daten els textos Nyaya i Vaisesika dels segles IX al IV aC. Els atomistes de Vaisesika van plantejar els quatre tipus d'àtoms elementals, però en la física de Vaisesika els àtoms tenien 25 qualitats possibles diferents, dividides entre propietats generals extensives i propietats específiques (intensives). Els atomistes de Nyaya – Vaisesika tenien teories elaborades sobre com es combinen els àtoms. En l'atomisme Vaisesika, els àtoms primer es combinen en tryaṇuka s (tríades) i Dvyaṇuka (diada) abans d'agregar-se en cossos d'un tipus que es pugui percebre.

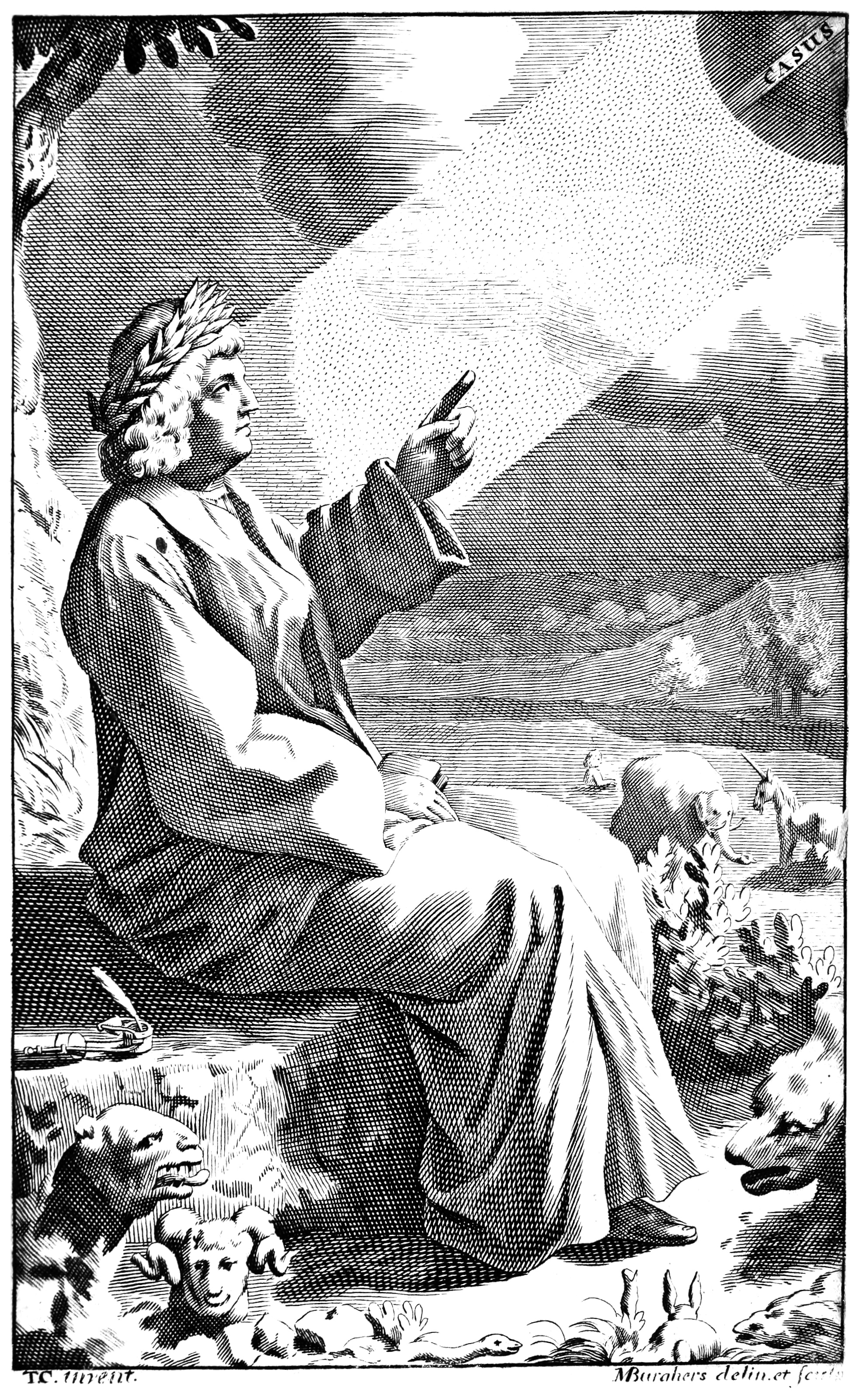
Lucreci

### República romana tardana Lucreci fa reviure Epicur
Les idees d'Epicur tornen a aparèixer a les obres del seu seguidor romà Lucreci (c. 99 aC – c. 55 aC), que va escriure Sobre la naturalesa de les coses . Aquest treball científic llatí clàssic en forma poètica il·lustra diversos segments de la teoria epicúria sobre com l'univers va arribar a la seva etapa actual; mostra que els fenòmens que percebem són en realitat formes compostes. Els àtoms i el buit són eterns i en constant moviment. Les col·lisions atòmiques creen objectes, que encara estan compostos pels mateixos àtoms eterns el moviment dels quals durant un temps s'incorpora a l'entitat creada. Lucreci també explica les sensacions humanes i els fenòmens meteorològics en termes de moviment atòmic.

###### "Àtoms" i "buit" contra religió
En el seu poema èpic Sobre la naturalesa de les coses , Lucreci representa a Epicur com l'heroi que va aixafar el monstre Religió educant la gent en allò que era possible en àtoms i allò que no era possible en àtoms. No obstant això,  Epicur va expressar una actitud no agressiva caracteritzada per la seva afirmació:
| «        | L'home que millor sap fer front a les amenaces externes forma en una sola família totes les criatures que pot; i els que no pot, ell, en tot cas, no els tracta com a estrangers; i allà on ho troba impossible, evita tots els tractes i, en la mesura que és avantatjós, els exclou de la seva vida. | » |
| — Epicur | |   |

Tanmateix, segons l'historiador de la ciència Charles Coulston Gillispie:
| «                             | Encastada en la filosofia epicúria, la doctrina atòmica mai podria ser benvinguda a l'autoritat moral. ... Els déus epicuris ni van crear el món ni li van prestar... atenció. "La natura", diu Lucreci, "és lliure i no controlada per mestres orgullosos i gestiona l'univers per ella mateixa sense l'ajuda dels déus". Només els atomistes entre... la ciència grega... era l'única visió de la natura força incompatible amb la teologia. Com una parella de filòsofs del segle XVIII, Epicur i Lucreci van introduir l'atomisme com a vehicle de la il·lustració. Pretenien refutar les pretensions de la religió... i alliberar els homes de la superstició i de la por indigna dels déus capritxosos. En conseqüència, un toc d'epicureisme va arribar a semblar la marca de la bèstia a l'Europa cristiana. Cap pensador, tret que sigui Maquiavel, ha estat més difamat per la tergiversació. | » |
| — Charles Coulston Gillispie, | |   |

La possibilitat d'un buit es va acceptar —o rebutjar— juntament amb els àtoms i l'atomisme, perquè el buit formava part d'aquesta mateixa teoria.

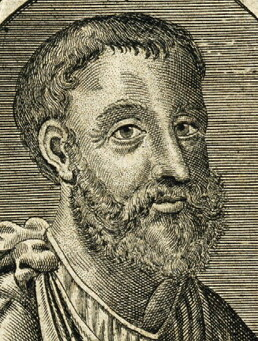
Galen

| « | Demòcrit i Lucreci van negar la impossibilitat del buit, en opinió que hi ha d'haver un buit entre les partícules (àtoms) discretes de les quals, pensaven, està composta tota la matèria. En general, però, la creença que un buit és impossible es va mantenir gairebé universalment fins a finals del segle XVI.... Era el moment certament madur per al renaixement de la creença en la possibilitat d'un buit, però per als clergues el mateix nom del buit era anatema, associat amb les teories atomistes d'Epicur i Lucreci, que es consideraven herètiques. | » |

### Imperi Romà

###### Galen
Si bé la filosofia aristotèlica va eclipsar la importància dels atomistes a l'Europa tardoromana i medieval, la seva obra encara es conservava i exposava a través de comentaris sobre les obres d'Aristòtil. Al segle II, Galè (129 dC – 216) va presentar extenses discussions sobre els atomistes grecs, especialment Epicur, als seus comentaris d'Aristotil.

## Edat Mitjana

### Hinduisme medieval
Ajivika és una escola de pensament " Nàstica " la metafísica de la qual incloïa una teoria dels àtoms o atomisme que més tard es va adaptar a l'escola Vaiśeṣika, que postulava que tots els objectes de l'univers físic es poden reduir a paramāṇu (àtoms), i les experiències d'un es deriven de la interacció de la substància (una funció dels àtoms, el seu nombre i la seva disposició espacial), qualitat, activitat, comuna, particularitat i inherència. Tot estava format per àtoms, qualitats sorgides d'agregats d'àtoms, però l'agregació i la naturalesa d'aquests àtoms estava predeterminada per forces còsmiques. El nom tradicional del fundador de l'escola, Kanada, significa "menjador d'àtoms", i és conegut per desenvolupar els fonaments d'un enfocament atomístic de la física i la filosofia en el text sànscrit Vaiśeṣika Sūtra. El seu text també es coneix com Kanada Sutras, o Aforismes de Kanada.

### Budisme medieval
L'atomisme budista medieval, que va florir al voltant del segle VII, era molt diferent de les doctrines atomistes ensenyades al budisme primerenc. Els filòsofs budistes medievals Dharmakirti i Dignāga consideraven que els àtoms eren de mida puntual, sense durada i fets d'energia. En discutir els dos sistemes, Fyodor Shcherbatskoy (1930) subratlla la seva similitud, el postulat de les "qualitats absolutes" ( guna-dharma ) subjacent a tots els fenòmens empírics.
Encara més tard, l' Abhidhammattha-sangaha, un text datat al segle XI o XII, postula l'existència de rupa-kalapa, imaginat com les unitats més petites del món físic, de composició elemental variable. Invisibles en circumstàncies normals, es diu que els rupa-kalapa es fan visibles com a resultat del samadhi meditatiu.

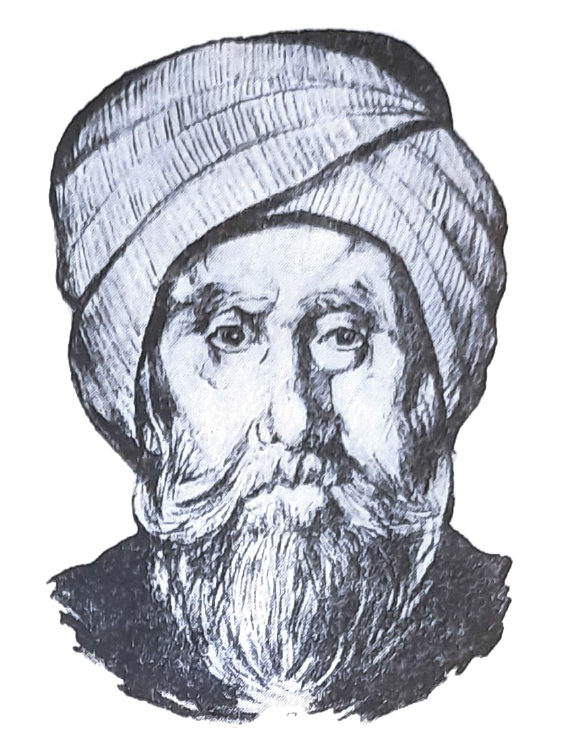
Al-Ghazali

### Islam medieval
Les filosofies atomistes es troben molt primerenques en la filosofia islàmica i van ser influenciades originalment per la filosofia grega anterior i, fins a cert punt, índia. La teologia especulativa islàmica en general va abordar els problemes de la física des d'un marc atomista.
La forma més reeixida d'atomisme islàmic va ser a l'escola Asharita de teologia islàmica, sobretot en l'obra del teòleg al-Ghazali ( – ). En l'atomisme Asharita, els àtoms són les úniques coses materials perpètues que existeixen, i tota la resta del món és "accidental", és a dir, quelcom que dura només un instant. Res accidental pot ser la causa de qualsevol altra cosa, excepte la percepció, ja que existeix per un moment. Els esdeveniments contingents no estan subjectes a causes físiques naturals, sinó que són el resultat directe de la intervenció constant de Déu, sense la qual no podria passar res. Així, la natura depèn completament de Déu, que s'enllaça amb altres idees islàmiques asharites sobre la causalitat, o la seva manca (Gardet 2001). Al-Ghazali també va utilitzar la teoria per donar suport a la seva teoria de l'ocasionalisme. D'alguna manera, la teoria Asharita de l'atomisme té molt més en comú amb l'atomisme indi que no pas amb l'atomisme grec.

###### Averrois rebutja l'atomisme
Altres tradicions de l'Islam van rebutjar l'atomisme dels axarites i van exposar molts textos grecs, especialment els d'Aristòtil. Una escola activa de filòsofs a Al-Andalus, inclòs el destacat comentarista Averroes (1126 – 1198 d.C.) va rebutjar explícitament el pensament d'al-Ghazali i va recórrer a una avaluació extensa del pensament d'Aristòtil. Averrois va comentar detalladament la majoria de les obres d'Aristòtil i els seus comentaris van ser molt influents en el pensament escolàstic jueu i cristià.

###### La cristiandat medieval
Segons l'historiador de l'atomisme Joshua Gregory, no es va fer cap treball seriós amb l'atomisme des de l'època de Galen fins que Isaac Beeckman, Gassendi i Descartes el van ressuscitar al segle XVII; "la bretxa entre aquests dos 'naturalistes moderns' i els antics atomistes va marcar "l'exili de l'àtom" i "s'admet universalment que l'edat mitjana havia abandonat l'atomisme, i pràcticament l'havia perdut".

###### Escolàstica
Encara que les obres dels antics atomistes no estaven disponibles, els pensadors escolàstics es van adonar gradualment de les crítiques d'Aristòtil a l'atomisme a mesura que els comentaris d'Averrois es traduïen al llatí. Encara que l'atomisme d'Epicur havia caigut en desgracia durant els segles de l'escolàstica, els minima naturalia de l'aristotelisme van rebre una àmplia consideració. L'especulació sobre minima naturalia va proporcionar antecedents filosòfics per a la filosofia mecanicista dels primers pensadors moderns com Descartes, i per als treballs alquímics de Geber i Daniel Sennert, que al seu torn van influir en l'alquimista corpuscularista Robert Boyle, un dels fundadors de la química moderna.

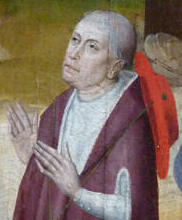
Nicolas d'Autrécourt

Un tema principal en els tardans comentaris Romans i Escolàstics sobre aquest concepte va ser la reconciliació dels minima naturalia amb el principi general aristotèlic de la divisibilitat infinita. Comentaris com Joan Filópon i Tomàs d'Aquino van reconciliar aquests aspectes del pensament d'Aristòtil distingint entre la divisibilitat matemàtica i la "natural". Amb poques excepcions, gran part del pla d'estudis de les universitats d'Europa es va basar en aquest aristotelisme durant la major part de l'Edat Mitjana.

###### Nicolas d'Autrécourt
A les universitats medievals hi havia, però, expressions d'atomisme. Per exemple, al segle XIV, Nicolas d'Autrécourt considerava que la matèria, l'espai i el temps estaven tots formats per àtoms, punts i instants indivisibles i que tota generació i corrupció es produïa per la reordenació dels àtoms materials. Les similituds de les seves idees amb les d'al-Ghazali suggereixen que  Nicolas podria haver estat familiaritzat amb l'obra de Ghazali, potser per la refutació d'Averroès.

## Renaixement atomista

###### segle XVII
Al segle XVII, va sorgir un interès renovat per l'atomisme epicuri i el corpuscularisme com a híbrid o alternativa a la física aristotèlica. Les principals figures del renaixement de l'atomisme van ser Isaac Beeckman, René Descartes, Pierre Gassendi i Robert Boyle, així com altres personatges notables.

###### cercle de Northumberland
Un dels primers grups d'atomistes a Anglaterra va ser un quadre de científics aficionats conegut com el cercle de Northumberland, dirigit per Henry Percy, 9è comte de Northumberland ( – ). Tot i que van publicar poc, van ajudar a difondre les idees atomistes entre la creixent cultura científica d'Anglaterra, i poden haver estat especialment influents per a Francis Bacon, que es va convertir en atomista cap al 1605, tot i que més tard va rebutjar algunes de les afirmacions de l'atomisme. Tot i que van reviure la forma clàssica de l'atomisme, aquest grup es trobava entre les avantguardes científiques: el cercle de Northumberland contenia gairebé la meitat dels copèrnics confirmats abans de 1610 (l'any de El missatger estrellat de Galileu). Altres atomistes influents de finals del segle XVI i principis del XVII inclouen Giordano Bruno, Thomas Hobbes (que també va canviar la seva posició sobre l'atomisme al final de la seva carrera) i Thomas Hariot . En aquesta època també estaven florint a França diverses teories atomístiques diferents (Clericuzio 2000).

###### Galileo Galilei
Galileo Galilei (1564–1642) va ser un defensor de l'atomisme en el seu Discurs sobre els cossos flotants de 1612 (Redondi 1969). A The Assayer, Galileu va oferir un sistema físic més complet basat en una teoria corpuscular de la matèria, en la qual tots els fenòmens —a excepció del so— són produïts per la "matèria en moviment".

###### Propietats percebudes vs. reals
Els seus principals defensors van associar l'atomisme amb la idea que algunes de les propietats aparents dels objectes són artefactes de la ment perceptiva, és a dir, qualitats "secundàries" diferenciades de les qualitats "primàries". Galileu va identificar alguns problemes bàsics de la física aristotèlica a través dels seus experiments. Va utilitzar una teoria de l'atomisme com a reemplaçament parcial, però mai no es va comprometre inequívocament amb ella. Per exemple, els seus experiments amb cossos en caiguda i plans inclinats el van portar als conceptes de moviment inercial circular i caiguda lliure accelerada. Les teories aristotèliques actuals 
sobre l'impuls i el moviment terrestre eren inadequades per explicar-les. Tot i que l'atomisme tampoc explicava la llei de la caiguda, era un marc més prometedor per desenvolupar una explicació perquè el moviment es conservava en l'atomisme antic (a diferència de la física aristotèlica).

###### René Descartes
La filosofia "mecànica" del corpuscularisme de René Descartes (1596 – 1650) tenia molt en comú amb l'atomisme, i es considera, en alguns sentits, una versió diferent d'aquest. Descartes pensava que tot el físic de l'univers estava format per petits vòrtexs de matèria. Com els antics atomistes, Descartes va afirmar que les sensacions, com ara el gust o la temperatura, són causades per la forma i la mida de petits trossos de matèria. A Principis de filosofia (1644) escriu: "La naturalesa del cos consisteix només en l'extensió, no en el pes, la duresa, el color o similars". La principal diferència entre l'atomisme i el concepte de Descartes era l'existència del buit. Per a ell, no hi podia haver buit, i tota la matèria girava constantment per evitar un buit a mesura que els corpuscles es mouen a través d'una altra matèria. Una altra distinció clau entre la visió de Descartes i l'atomisme clàssic és la dualitat ment/cos de Descartes, que permetia un regne d'existència independent per al pensament, l'ànima i, el més important, Déu.

###### Pierre Gassendi
Pierre Gassendi (1592 – 1655) va ser un sacerdot catòlic de França que també va ser un àvid filòsof natural. El concepte d'atomisme de Gassendi s'acostava més a l'atomisme clàssic, però sense matisos ateus. Va estar especialment intrigat pels atomistes grecs, així que es va proposar "purificar" l'atomisme de les seves conclusions filosòfiques herètiques i atees (Dijksterhius 1969). Gassendi va formular la seva concepció atomista de la filosofia mecànica en part com a resposta a Descartes; es va oposar especialment a la visió reduccionista de Descartes que només són vàlides les explicacions purament mecàniques de la física, així com l'aplicació de la geometria a tota la física (Clericuzio 2000).

###### Joan Crisòstom Magnenus
Johann Crisòstom Magnenus ( c. 1590 – c. 1679 ) va publicar el seu Democritus reviviscens el 1646. Magnenus va ser el primer a arribar a una estimació científica de la mida d'un "àtom" (és a dir, del que avui s'anomenaria molècula). Mesurant la quantitat d'encens que s'havia de cremar abans que es pogués olorar a tot arreu en una gran església, va calcular que el nombre de molècules d'un gra d'encens era de l'ordre de 1018, només aproximadament un ordre de magnitud per sota de la xifra real.

###### Atomisme i corpuscularisme
El corpuscularisme és similar a l'atomisme, excepte que on se suposava que els àtoms eren indivisibles, els corpuscles es podrien dividir en principi. D'aquesta manera, per exemple, es va teoritzar que el mercuri podria penetrar en els metalls i modificar la seva estructura interna, un pas en el camí cap a la producció transmutativa d'or. Els seus principals defensors van associar el corpuscularisme amb la idea que algunes de les propietats que semblen tenir els objectes són artefactes de la ment perceptiva: qualitats "secundàries" a diferència de les qualitats "primàries". No tot el corpuscularisme va fer ús de la distinció de qualitat primària-secundària, però. Una tradició influent en l'alquímia medieval i primerenca moderna va argumentar que l'anàlisi química va revelar l'existència de corpuscles robusts que conservaven la seva identitat en els compostos químics (per utilitzar el terme modern). William R. Newman ha batejat aquest enfocament de la teoria de la matèria "atomisme químic" i ha defensat la seva importància tant per a la filosofia mecànica com per a l'atomisme químic que va sorgir a principis del segle XIX.
El corpuscularisme es va mantenir com una teoria dominant durant els següents centenars d'anys i va mantenir els seus vincles amb l'alquímia en el treball de científics com Robert Boyle (1627–1692) i Isaac Newton al segle XVII. Va ser utilitzat per Newton, per exemple, en el seu desenvolupament de la teoria corpuscular de la llum. La forma que va arribar a ser acceptada per la majoria dels científics anglesos després de Robert Boyle va ser una amalgama dels sistemes de Descartes i Gassendi. A The Skeptical Chymist (1661), Boyle demostra els problemes que sorgeixen de la química i ofereix l'atomisme com a possible explicació. El principi unificador que finalment portaria a l'acceptació d'un híbrid corpuscular-atomisme va ser la filosofia mecànica, que va ser àmpliament acceptada per les ciències físiques. Boyle es referia a les partícules indivisibles com a minima naturalia o prima naturalia, i només va utilitzar molt poques vegades el terme "àtom".

###### Mikhail Lomonosov
En el seu article de 1744 Meditations on the Cause of Heat and Cold, el polímata rus Mikhail Lomonosov va definir específicament els corpuscles com a partícules compostes: "Un element és part d'un cos que no està compost per cap altre cos més petit... Un corpuscle és una col·lecció de elements que constitueixen una petita massa." En un estudi posterior (1748), utilitza el terme "àtom" en comptes d'"element", i "partícula" (partícula) o "molècula" en lloc de "corpúscul".

## Teoria atòmica moderna

### Finals del segle XVIII
A finals del segle XVIII, les pràctiques útils de l'enginyeria i la tecnologia van començar a influir en les explicacions filosòfiques de la composició de la matèria. Els que especulaven sobre la naturalesa última de la matèria van començar a verificar els seus "experiments de pensament" amb algunes demostracions repetibles, quan podien.
El polímata Ruđer Josip Bošković (1711–1787) va proporcionar la primera teoria matemàtica general de l'atomisme basada en les idees de Newton i Leibniz, però les va transformar per proporcionar un programa per a la física atòmica.

### segle XIX

###### John Dalton
El 1808, el físic anglès John Dalton (1766–1844) va assimilar el conegut treball experimental de moltes persones per resumir l' evidència empírica sobre la composició de la matèria. Va notar que l'aigua destil·lada a tot arreu analitzava els mateixos elements, hidrogen i oxigen. De la mateixa manera, altres substàncies purificades es van descompondre en els mateixos elements en les mateixes proporcions en pes.
| «             | Per tant, podem concloure que les partícules últimes de tots els cossos homogenis són perfectament semblants en pes, figura, etc. En altres paraules, cada partícula d'aigua és com totes les altres partícules d'aigua; cada partícula d'hidrogen és com totes les altres partícules d'hidrogen, etc. | » |
| — John Dalton | |   |

A més, va concloure que hi havia un àtom únic per a cada element, utilitzant la definició de Lavoisier d'un element com una substància que no es podia analitzar en alguna cosa més simple. Per tant, Dalton va concloure el següent.
| «             | L'anàlisi i la síntesi químiques no van més enllà que la separació de partícules unes de les altres i la seva reunió. Cap nova creació o destrucció de matèria està a l'abast de l'agència química. També podríem intentar introduir un nou planeta al sistema solar, o aniquilar-ne un que ja existeix, com crear o destruir una partícula d'hidrogen. Tots els canvis que podem produir, consisteixen en separar partícules que es troben en estat de cohesió o combinació, i unir les que abans estaven a distància. | » |
| — John Dalton | |   |

I després va procedir a donar una llista de pesos relatius en les composicions de diversos compostos comuns, resumint:
1r. Aquesta aigua és un compost binari d'hidrogen i oxigen, i els pesos relatius dels dos àtoms elementals són gairebé 1:7;
2n. L' amoníac és un compost binari d'hidrogen i nitrogen azot, i els pesos relatius dels dos àtoms són d'1:5, gairebé...
Dalton va concloure que les proporcions fixes dels elements en pes suggerien que els àtoms d'un element es combinaven amb només un nombre limitat d'àtoms dels altres elements per formar les substàncies que va enumerar.

###### Debat sobre teoria atòmica
La teoria atòmica de Dalton va romandre controvertida al llarg del segle XIX. Tot i que es va acceptar la Llei de la proporció definida, la hipòtesi que això es degués als àtoms no va ser tan àmpliament acceptada. Per exemple, el 1826, quan Sir Humphry Davy va presentar a Dalton la Royal Medal de la Royal Society, Davy va dir que la teoria només es va fer útil quan es va ignorar la conjectura atòmica. El químic anglès Sir Benjamin Collins Brodie va publicar el 1866 la primera part del seu càlcul d'operacions químiques com una alternativa no atòmica a la teoria atòmica. Va descriure la teoria atòmica com una "part del treball de fusteria totalment materialista". El químic anglès Alexander Williamson va utilitzar el seu discurs presidencial a la London Chemical Society el 1869 per defensar la teoria atòmica contra els seus crítics i dubtes. Això, al seu torn, va portar a noves reunions en les quals els positivistes van tornar a atacar la suposició que hi havia àtoms. La qüestió es va resoldre finalment a favor de Dalton a principis del segle XX amb l'auge de la física atòmica.

### segle XX
Els àtoms i les molècules s'havien teoritzat durant molt de temps com a constituents de la matèria, i Albert Einstein va publicar un article l'any 1905 que explicava com el moviment que el botànic escocès Robert Brown havia observat era el resultat del moviment del pol·len per molècules d'aigua individuals, fent que un dels seus primeres aportacions a la ciència. Aquesta explicació del moviment brownià va servir com a evidència convincent de l'existència d'àtoms i molècules, i va ser verificada experimentalment pel físic francès Jean Perrin (1870–1942) el 1908. Perrin va ser guardonat amb el Premi Nobel de Física l'any 1926 "pel seu treball sobre l'estructura discontínua de la matèria". La direcció de la força del bombardeig atòmic està canviant constantment i, en diferents moments, la partícula és colpejada més en un costat que en un altre, donant lloc a la naturalesa aparentment aleatòria del moviment.